# ديميتري أوشاكوف
ديميتري أوشاكوف (بالروسية: Ушаков, Дмитрий Аркадьевич)‏ هو ترامبوليني ‏ روسي، ولد في 15 أغسطس 1988 في ييسك في روسيا.

## وصلات خارجية
- ديميتري أوشاكوف على موقع الاتحاد الدولي للجمباز (licence) (الإنجليزية)
- ديميتري أوشاكوف على موقع الاتحاد الدولي للجمباز (biography) (الإنجليزية)
- ديميتري أوشاكوف على موقع اللجنة الأولمبية الدولية (الإنجليزية)
- ديميتري أوشاكوف على موقع أوليمبيديا (الإنجليزية)